# Seelingstädt
Seelingstädt es un municipio situado en el distrito de Greiz, en el estado federado de Turingia (Alemania). Tiene una población estimada, a fines de 2020 era de 1286 habitantes
Está ubicado a poca distancia al sur de la ciudad de Gera, y al norte de la frontera con el estado de Sajonia.